# Caspar Peucer
Caspar Peucer (também referenciado como Kaspar Peucer, Peucker; Bautzen, 6 de janeiro de 1525 — Dessau, 25 de setembro de 1602) foi um reformador religioso, matemático, astrônomo, médico, humanista e escritor alemão.

## Obras selecionadas

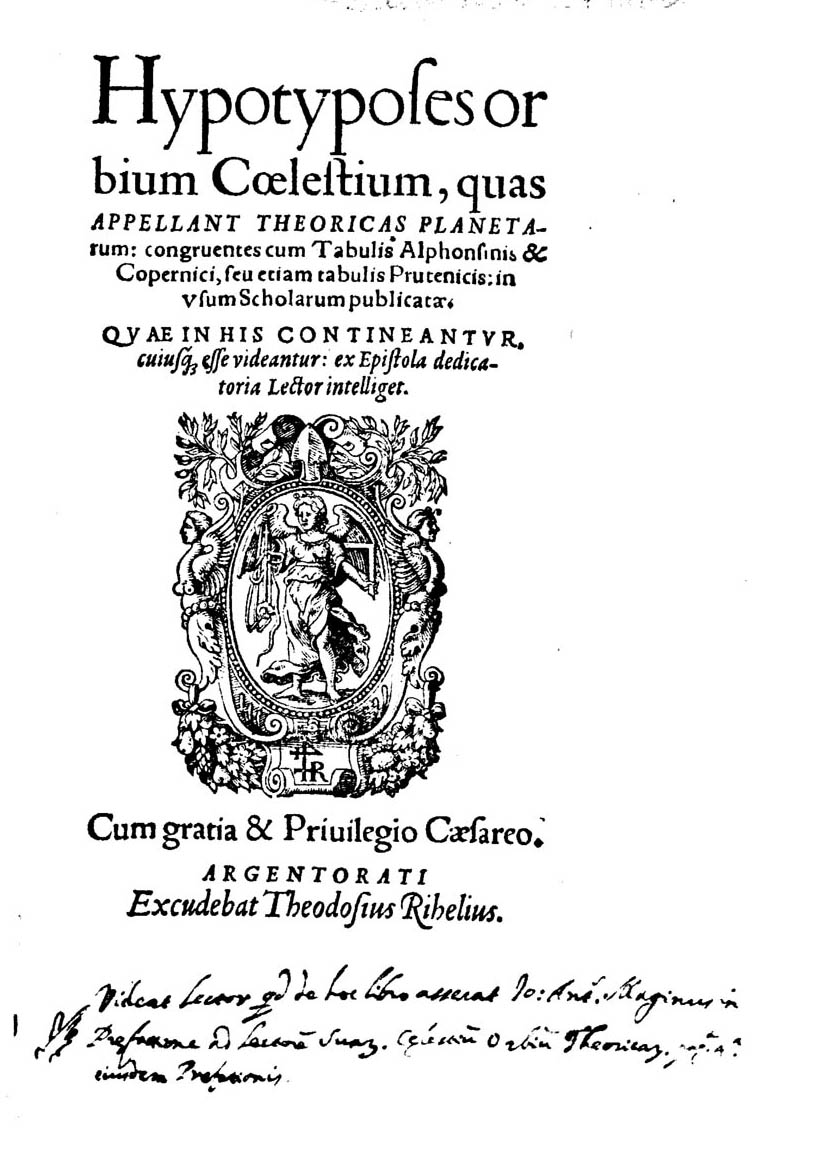
Hypotyposes orbium coelestium, 1568

- Elementa Doctrinae De Circvlis Coelestibvs, Et Primo Motv (Digitalisierte Fassung)
- Tractatus historicus de Ph.Melanchthonis sententia de controversia coenae Domini, 1553 (Druck 1596)
- Commentarius de praecipuis divinationum generibus, 1553
- Corpus Doctrinae Philippicum, 1560
- Opera Melan, 1562–1565
- Epistolae, 1565
- Idílio de Lusácia, 1583 (gedruckt 1594)